# Аллея Джорджа Вашингтона (Краков)
 Памятник культуры Малопольского воеводства: регистрационный номер А-1124 от  9 июня 2003 года.

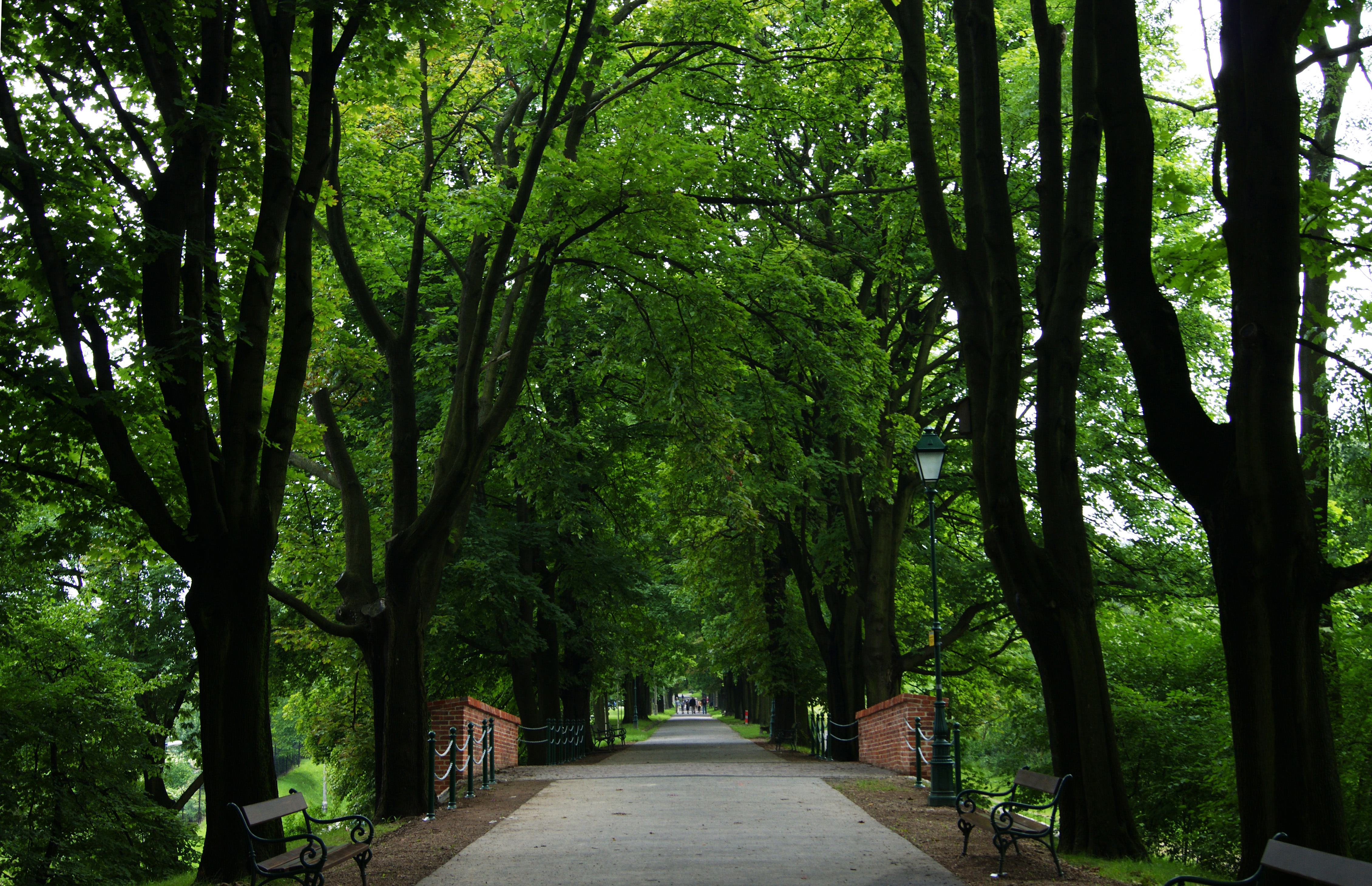
Вид аллеи

Аллея Джорджа Вашингтона (пол. Aleja Jerzego Waszyngtona) — аллея в западной части города Краков (Польша) в районе Дзельница VII. Начинается от оседле Сальватор и заканчивается возле кургана Костюшко. Аллея обсажена деревьями, 31 из которых являются памятниками природы. Охраняемый памятник Малопольского воеводства.

## История
В 1702 году на холме Сикорник была построена часовня блаженной Брониславы, от которой была проведена дорога до ближайшей церкви Святейшего Спасителя. В это же время дорога от часовни до церкви Святейшего Спасителя стала засаживаться деревьями различных видов. В 1820—1823 годах недалеко от часовни был сооружён курган Костюшко, возле которого австро-венгерские власти в 1850—1856 годах построили фортификационное сооружением и обустроили новую улицу, которая вела к этим сооружениям и получила имя блаженной Брониславы. Был также построен небольшой мост, получивший название «Дьявольский мост». В 1865 году на южном конце улицы блаженной Станиславы было заложено Сальваторское кладбище.
В 1908 году во время расширения Креспости Краков был построен выезд из неё под названием «Ворота Костюшко», которые были разрушены в 1920 году. В настоящее время от этого выезда остались только небольшие фрагменты.
В 1932 году во время двухсотлетнего юбилея со дня рождения президента США Джорджа Вашингтона городские власти решили разделить улицу блаженной Брониславы на две части. Западная часть улицы от оседле Сальватор до кургана Костюшко получила название «Аллея Джорджа Вашингтона».
9 июня 2003 года аллея Джорджа Вашингтона была внесена в реестр памятников культуры Малопольского народа.

## Описание
В настоящее время продолжительность аллеи составляет 1,1 километр. На алее отсутствуют здания. Аллея засажена клёнами остролистными (восемь из которых являются памятниками природы), ясенями обыкновенными (12 деревьев — памятники природы), конскими каштанами (9 деревьев — памятники природы) и липами сердцевидными (2 дерева — памятники природы).
На северной стороне аллеи на склоне холма находятся несколько археологических памятников.
Движение транспорта по аллее ограничено 300-метровым участком возле Сальваторского кладбища от оседле Сальватор до улицы блаженной Брониславы.

## Источник
- Antoni Henryk Stachowski (red.): Encyklopedia Krakowa. PWN, 2000. ISBN 83-01-13325-2.